# St. Stephan (Unterostendorf)

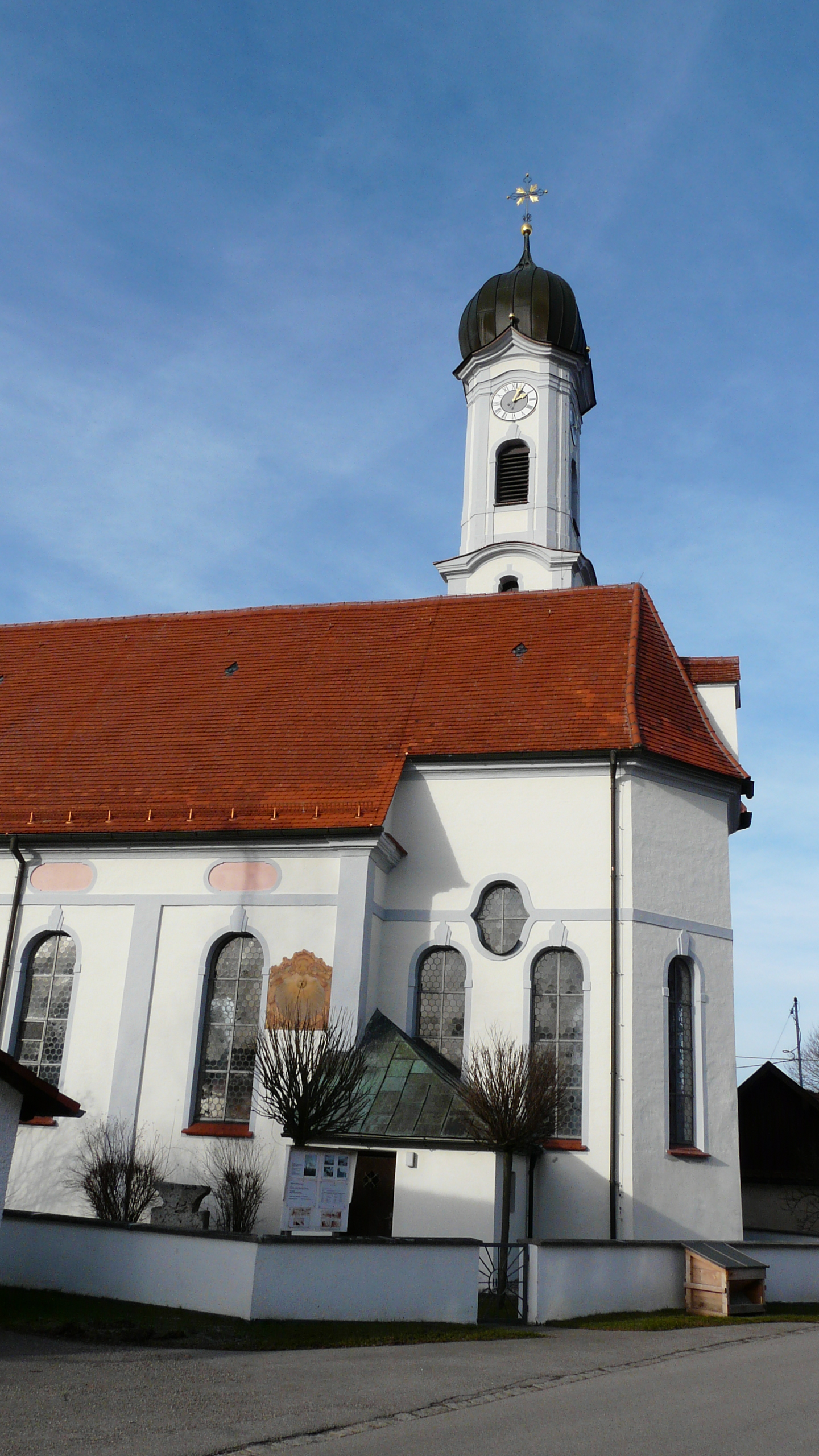
St. Stephan (Unterostendorf)

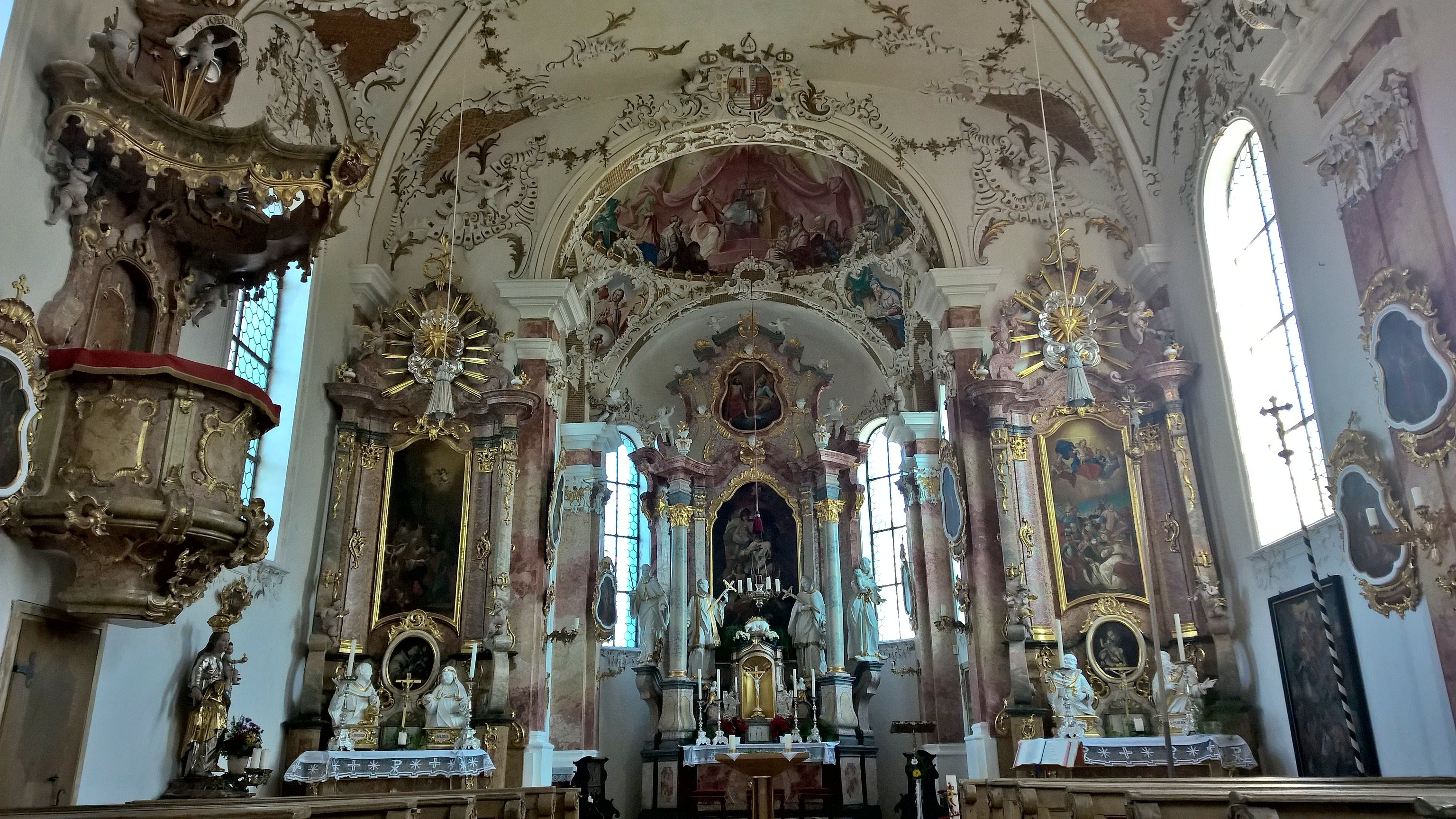
Innenansicht

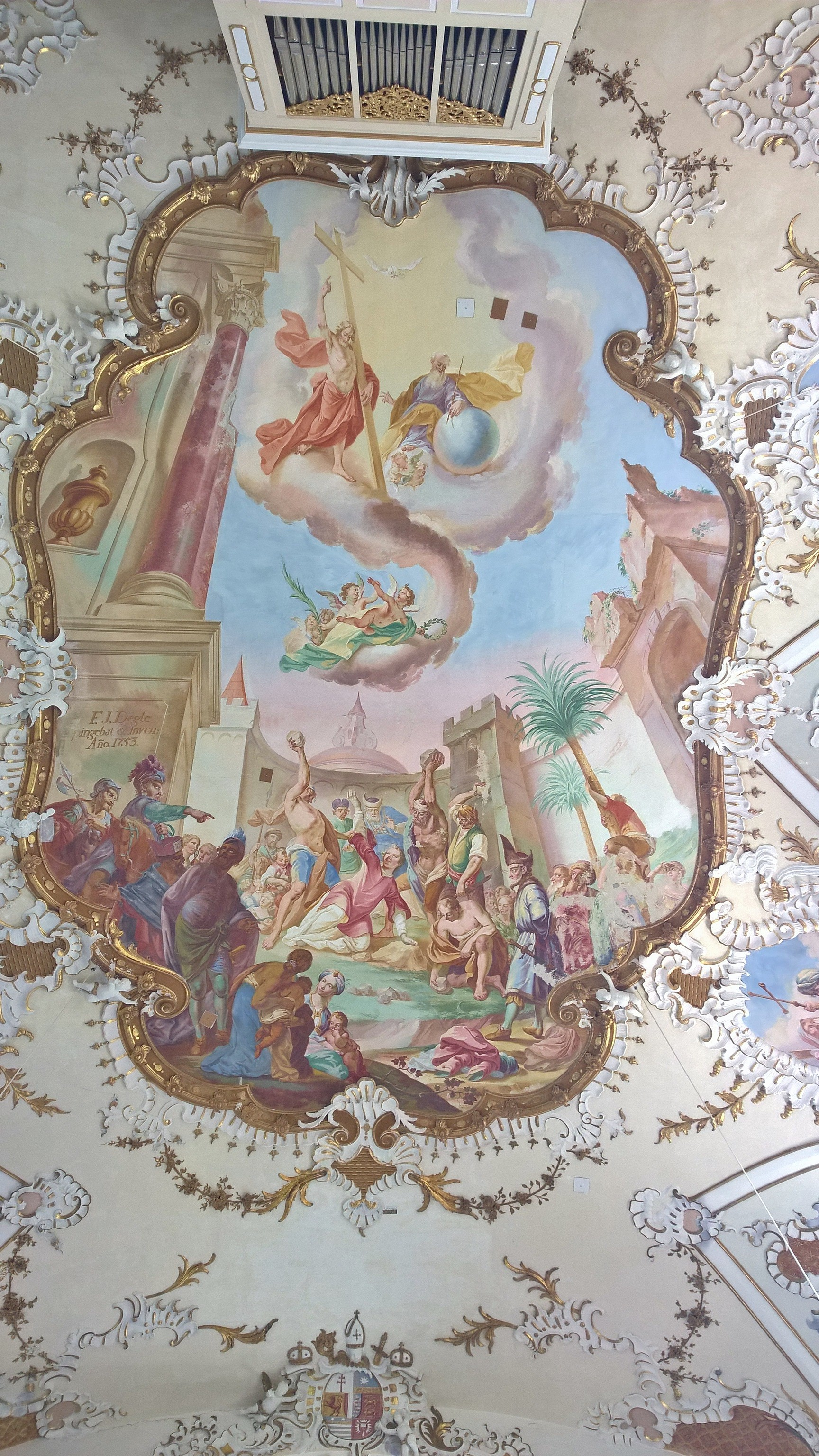
Decke im Langhaus

Die römisch-katholische Filialkirche St. Stephan ist eine im Kern spätgotische Saalkirche des Rokoko im Ortsteil Unterostendorf von Oberostendorf im schwäbischen Landkreis Ostallgäu. Sie gehört zur Pfarrgemeinde Mariä Himmelfahrt Oberostendorf im Dekanat Kaufbeuren des Bistums Augsburg.

## Geschichte und Architektur
Die elegante Landkirche des Rokoko entstand 1752/1753 nach Plänen von Franz Kleinhans durch Umbau eines spätgotischen Vorgängerbauwerks, dessen Langhaus erhöht, dessen Chor umgestaltet und dessen Turm mit neuen Obergeschossen versehen wurde.
Das einschiffige Langhaus mit drei Achsen ist mit einer doppelgeschossigen, geschweiften Westempore versehen und wird durch ein Tonnengewölbe mit Stichkappen abgeschlossen. Der eingezogene Chor ist mit einer Pendentifkuppel abgeschlossen und endet in einem dreiseitigen, tonnengewölbten Schluss. An der südlichen Seitenwand ist ein dreiteiliges Gruppenfenster mit einem geschwungenen Okulus angeordnet. An der Nordseite steht der Turm, der über einem hohen quadratischen Unterbau einen schlanken Aufsatz mit abgeschrägten Ecken und mit Zwiebelhaube trägt. Umfangreiche Restaurierungsarbeiten erfolgten in den Jahren von 1978 bis 1990, dabei wurden der Hochaltar restauriert (1978), der Chorbogen und der Turm statisch ertüchtigt (1980/81), die Kuppel erneuert und außen renoviert (1983), die Orgel eingebaut und renoviert (1985), die Seitenaltäre (1988) und Kreuzwegstationen (1990) renoviert.
Die reichen Stuckaturen des Inneren wurden im Jahr 1753 durch Joseph Fischer ausgeführt. Über dem Chorbogen ist das Wappen des Augsburger Fürstbischofs Joseph, Landgraf von Hessen-Darmstadt angebracht. Die Fresken wurden ebenfalls 1753 durch Franz Joseph Degle geschaffen. Sie zeigen im Chor eine Darstellung von Stephanus vor dem Hohen Rat mit Salvator mundi, Maria und Aposteln in den Zwickeln und an der Nordwand ein illusionistisch gemaltes Oratorium mit betenden Bauern. Im Langhaus ist das Martyrium des Stephanus mit Aposteln in den Kartuschen dargestellt, an der unteren Emporenbrüstung göttliche Tugenden. An der äußeren Chorstirnwand ist eine stark erneuerte Darstellung der Kreuzigung Christi zu finden.

## Ausstattung
Der Hochaltar wurde 1753 von Fischer geschaffen und zeigt im Altarblatt von Degle die Glorie des heiligen Stephanus mit seitlich angeordneten Figuren der Heiligen Franz Xaver und Johann Nepomuk sowie der Heiligen Magnus und Antonius von Padua. Die Seitenaltäre wurden 1770 von Johann Kaspar Gardeth geschaffen und zeigen die ebenfalls von Gardeth gemalten Bilder mit der Verlobung Marias links und den vierzehn Nothelfern rechts.
Bemerkenswert ist die Kanzel von 1753, die als Schalldeckel ein frei vorschwingendes Gesims mit Putten und der Taube des Heiligen Geistes besitzt, darüber mit einer auszugartigen Rücklage und seitlich mit Voluten und Vasenaufsätzen ausgestattet ist. Der Schalldeckel trägt eine Inschrift mit Lk 11,28 .
Mehrere Gemälde vom Ende des 17. Jahrhunderts zeigen die Trinität mit Maria, die Apostelfürsten und die vierzehn Nothelfer. Der Kreuzweg von 1750 ist mit Schnitzrahmen von Gardeth und dazugehörigen originellen Holztafeln mit den Schrittzahlen des Kreuzwegs ausgestattet.
Im Chor sind Grabdenkmäler für Peter von Gaisberg († 1571) und seine Frau auf der Nordseite und für Hans von Gaisberg († 1606) und seine beiden Ehefrauen als Relief mit Stuck und Terrakotta erhalten.
Die obere Empore trägt die kleine kastenartige Orgel aus der zweiten Hälfte des 18. Jahrhunderts, die 1881 repariert und leicht verändert wurde. Die Orgel wurde um 1950 verkauft und 1985 nach einer Restaurierung durch Albert Greiter wieder erworben und eingebaut.
Zwei Glocken von 1913 und 1925 bilden das Geläut.